# Ulkebøl Kirke
Ulkebøl Kirke ligger ca. 2,5 km nordøst for Sønderborg centrum. Kirken er opført i 1200-tallet, men der er sket tilbygninger henholdsvis i 1500-tallet med et vest-tårn til skibet og igen i 1787 blev kirken bygget længere i østlig retning . Der er ikke bygget videre siden da, så skibet ser ud nu, som det gjorde i 1787.